# Битка за реколтата
Борбата за реколтата (на гръцки: Μάχη της σοδειάς) се провежда в Тесалия през лятото на 1944 г.
От едната страна са силите на ЕЛАС, в които попада през есента на предходната 1943 г. въоръжението на италианската двадесет и четвърта пехотна дивизия „Пинероло“, а от друга – окупационните сили на Вермахта в Тесалия, в състав един полк ветерани, прехвърлени в областта от окупираните полски територии (нем. Generalgouverneur für die besetzten polnischen Gebiete). 
ЕАМ издава директива, зърното да се укрие в гористите и планинските райони на областта, а където това е невъзможно – в специално изкопани ями-тайници за зърно.
Германците не оказват сериозен отпор на акцията.
Операцията се провежда под лозунга: „Нито едно зърно за окупаторите“.